# Mirranes Mirabandaces
Mirranes (em grego: Μιρράνης; romaniz.: Mirránes) ou Mitranes (Μιτράνης, Mitránes), conhecido como Mirabandaces (em grego: Μιραβανδάκης; romaniz.: Mirabandákēs), foi um general persa da família mirrânida que, de acordo com Sebeos, liderou tropas na Armênia. Há possibilidades de que seja Glones Mirranes.

## Nome
Mirranes (Μιρράνης, Mirránēs) ou Mitranes (Μιθράνης, Mithránēs), são as formas gregas do nome persa médio Mirã (Mihrān), que derivou do persa antigo Mitrana (*Miθrāna-). Foi registrado em armênio como Mirã (Միհրան) e Merã (Մեհրան / Մէհրան, Mehran) e em georgiano como Miriã (მირიან). Em sua forma georgiana, foi latinizado como Meribanes pelo historiador Amiano Marcelino. Segundo a Vida de Vactangue, esse nome estava ligado a Mirdates, que deu origem a Mitrídates e outros nomes análogos. Por sua vez, Mirabandaces (Μιραβανδάκης, Mirabandákēs) ou Mitrobandaces (Μιθροβανδάκης, Mithrobandákēs) são as formas gregas do nome parta Mirbandaque (*Mihr-bandak), que por sua vez deriva do persa antigo Mitrabandaca (*Miθra-bandaka), "Servo de Mitra". Foi registrado em armênio nas formas Mirevandaque (Միհրեւանդակ, Mihrewandak), Meendaque (Մեհենդակ, Mehendak), Meandaque (Մեհանդակ, Mehandak) e Meundaque (Մեհունդակ, Mehundak); e em aramaico de Hatra como Mirbandaque (mhrbndq).

## Vida

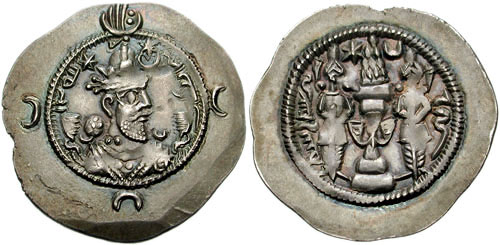
Dracma de r.

Em 572, Vardanes III se revoltou e matou o marzobã Surena por ter assassinado seu irmão Manuel II. O xainxá Cosroes I (r. 531–579) enviou à Armênia um exército de 20 mil homens, que confiou ao general Mirranes. Apesar de estar em menor número, o exército de Vardanes derrotou Mirranes na planície de Calamaque, em Taraunitis, e capturou seus elefantes. Após a derrota, Mirranes deve ter evacuado a Armênia com o resto de seu exército. René Grousset apontou a hipótese de que Mirranes e Glones Mirranes, outro general ativo à época, podiam ser a mesma figura; seus exércitos tinham a mesma composição e Calamaque, a região que Filipe Siuni atacou com Glones, foi onde Vardanes derrotou Mirranes. Apesar disso, Sebeos distingue-os. Cyril Toumanoff considera que existem dois marzobãs distintos, enquanto o historiador iraniano Parvaneh Pourshariati considera-os a mesma pessoa.